# Норвежский театр войны 1655—1660
Норвежский театр войны 1655—1660 — один из театров Северной войны 1655—1660 годов. В ходе войны, при правлении короля Карла X Густава, Швеция расширила свои границы и стала самой мощной в военном отношении страной Северной Европы.
Фредерик III Датский мечтал о возвращении традиционных датских владений в Южной Швеции, потерянных в 1645 году. Поскольку Карл X Густав в годы Северной войны был занят польской кампанией, Фредерик решил, что настало время для реванша и возвращения датско-норвежских земель. Королевский совет поддержал его стремление к войне, что было роковым решением.
Дела на Норвежском театре военных действий шли благоприятно для Фредерика. Норвежское войско в 2000 человек захватило Юмтланд и Херьедален. Норвежцы отправились из Бохуслена на соединение с датской армией, вторгшейся в Швецию из Сконе. Но Карл X быстро отреагировал на события в Скандинавии и атаковал Данию в Шлезвиг-Гольштейне и Ютландии. Воспользовавшись очень холодной зимой, шведский король перешёл с армией по льду на остров Зеландия, после чего Фредерик III был вынужден просить мира. В результате в 1658 году был заключён Роскилльский мир, по которому Дании пришлось отдать шведам провинции Сконе, Блекинге и Халланд, а Норвегии — Бохуслен и Трёнделаг. Датские проливы были закрыты для всех судов, кроме шведских. Дания должна была оплачивать размещение шведских оккупационных сил и предоставлять Швеции свои подкрепления в дальнейших кампаниях.
В августе 1658 года Карл X Густав бомбардировал Копенгаген, нарушив Роскилльский мир. Норвежские войска были срочно мобилизованы. Ими командовал Йорген Бьелке. Их задача состояла в том, чтобы вернуть Трёнделаг и защитить Халден от шведов, которым он был нужен как порт для экспорта древесины из Бохуслена и плацдарм для дальнейшего продвижения в Норвегию. В сентябре 1658 года губернатор Бохуслена с армией в 1500 солдат попытался захватить Халден. Жители города дали ему достойный отпор, и шведы отступили в Бохуслен.
В феврале 1659 года шведы вновь атаковали. Со времени первой атаки Бьелке усилил гарнизон. Тонне Хюитфельду удалось отбить новое нападение. Одновременно Хюитфельд начал возведение укреплений. Кретценштейн, позднее переименованный в Фредрикстен, был центром фортификационной системы Халдена. В начале января 1660 года шведская армия в третий раз напала на Халден, чтобы освободить путь на Христианию. Хюитфельд с гарнизоном в 2100 человек отказался сдаться. После неудачной попытки штурма укреплений шведы начали бомбардировку города. Жители умоляли коменданта капитулировать, но Хюитфельд удержал Халден. 22 февраля шведские войска снова ушли в Бохуслен. Там они узнали о смерти Карла X Густава.
После этого мирные переговоры возобновились. Хотя Швеция требовала проведения новой границы с Норвегией по реке Гломма, при посредничестве Ганнибала Сехестеда, государственного деятеля, дипломата и зятя датского короля, был заключён Копенгагенский мирный договор. Он установил границы Дании и Норвегии, существующие и в наши дни почти без изменений. Дании возвращались остров Борнхольм и Трёнделаг. Кроме того, было упразднено положение договора в Роскилле о закрытии проливов для небалтийских держав.